# فيليب ستوباريفيتش
فيليب ستوباريفيتش (مواليد 30 أغسطس 2000، لاعب كرة قدم صربي يجيد اللعب في الهجوم لعب سابقاً مع نادي العروبة الإماراتي.

## روابط خارجية
- فيليب ستوباريفيتش على موقع الاتحاد الأوربي (الإنجليزية)
- فيليب ستوباريفيتش على موقع قاعدة بيانات كرة القدم.إي يو (الإنجليزية)
- فيليب ستوباريفيتش على موقع بيانات كرة القدم. دي إي (الألمانية)
- فيليب ستوباريفيتش على موقع Soccerbase.com (لاعب) (الإنجليزية)
- فيليب ستوباريفيتش على موقع Soccerway.com (الإنجليزية)
- فيليب ستوباريفيتش على موقع عالم كرة القدم.نت (الإنجليزية)